# Katy Carmichael
Katy Jane Carmichael (* 1971 in Liverpool, England) ist eine britische Schauspielerin, die vor allem für ihre Rollen in diversen englischen Fernsehserien bekannt ist.

## Leben
Katy Carmichael wurde 1971 in Liverpool geboren und besuchte dort die Gateacre Comprehensive School und das Liverpool Boys College, das in der sechsten Jahrgangsstufe auch Mädchen aufnahm. Anschließend studierte sie die Universität Bristol und machte ihren Abschluss in dem Fach „Drama: Film und Fernsehen“.
1991 hatte Carmichael ihren ersten Fernsehauftritt in einer Folge der Comedy-Serie Bread. Von 1999 bis 2001 spielte sie die Rolle der Twist in Spaced mit Simon Pegg und Jessica Hynes, mit denen sie bereits 1995 in der kurzlebigen Sketch-Comedy Six Pairs of Pants zusammenarbeitete. Von 2002 bis 2003 spielte sie in der längstlaufenden britischen Seifenoper Coronation Street mit. Anfang 2009 war sie in der vierten Staffel der BBC-One-Drama-Serie Waterloo Road zu sehen.
Neben ihrer Arbeit für Kino und Fernsehen spielt Carmichael auch Rollen am Theater. Sie ist seit 2005 mit dem Schauspieler Tristan Sturrock verheiratet, mit dem sie drei Kinder hat, darunter die ebenfalls als Schauspielerin tätige Bronte Carmichael. Beide wirkten 2018 in Christopher Robin mit; während Carmichael die Mutter des Christopher Robin spielte, hatte ihre Tochter die Hauptrolle der Madeline Robin und damit die der Enkelin ihrer Figur inne.

## Filmografie (Auswahl)

### Fernsehserien
- 1991: Bread (5 Folgen)
- 1995: Six Pairs of Pants (3 Folgen)
- 1996: Cold Lazarus (2 Folgen)
- 1997: Paul Merton in Galton and Simpson’s… (2 Folgen)
- 1998–1999: Liverpool 1 (12 Folgen)
- 1999–2001: Spaced (10 Folgen)
- 2000: One Foot in the Grave (Folge 6x03)
- 2002–2003: Coronation Street (76 Folgen)
- 2002–2024: Casualty (7 Folgen, verschiedene Rollen)
- 2004: Hex (2 Folgen)
- 2005: Cutting It (3 Folgen)
- 2009: Mistresses – Aus Lust und Leidenschaft (Mistresses, 3 Folgen)
- 2009: Waterloo Road (11 Folgen)
- 2016: The Living and the Dead (Folge 1x03)
- 2017: Three Girls – Warum glaubt uns niemand? (Three Girls, Folge 1x03)
- 2018: Safe (7 Folgen)
- 2020: Vera – Ein ganz spezieller Fall (Vera, Fernsehreihe, Folge 10x04)

### Filme
- 2000: Dead Babies
- 2001: The Infinite Worlds of H.G. Wells
- 2018: Christopher Robin